# ヘルマン・ブロッホ
ヘルマン・ブロッホ（ドイツ語: Hermann Broch, 1886年11月1日 - 1951年5月30日）は、オーストリアの作家。ウィーンの富裕なユダヤ系の家庭に生まれた。
長く織物工業に携わり、のちに作家となった。ロベルト・ムージルとならんでオーストリア＝ハンガリー帝国の生んだ二大巨匠との評価がある。1938年、ナチスの迫害を避けるため、アメリカに亡命し東部に在住、大作『ウェルギリウスの死』はアメリカで出版された。

## 略歴
父親の経営する紡績工場で働く一方、ウィーン大学で哲学・心理学・物理学を学ぶ。この時期、ショーペンハウアーらの影響を受ける。のちに、家族の反対を押し切って工場を売却し、再び、ウィーン大学の聴講生として数学、哲学、心理学を学ぶ。
実務にも取り組むかたわらで若くから文学や哲学への関心を示し、雑誌に芸術評論や哲学的エッセイを発表し続けた。ジョイス『ユリシーズ』の独訳本を読んで大いに影響を受けるとともに、古今の文学に親しみ、1930年代に入って第一作『夢遊の人々』を発表し高く評価される。しかし反ユダヤ主義の高まりのなか、1938年に逮捕拘禁された。解放後、一時イギリスに亡命したのち、トーマス・マンらの協力でアメリカに渡る。1945年、この間も書きつづけてきた『ウェルギリウスの死』の英語版と独語版が出版された。『ウェルギリウスの死』は、ブルンデシウムに到着した古代ローマの詩人ウェルギリウスが推敲中の『アエネーイス』を抱えたまま、死ぬまでの18時間を錯綜した想念と独特の筆致によって描き出した物語の大作である。
「美的にではなく倫理的に仕事をすること」を終生の課題とし、小説執筆にあたっての指針としていた。また文学活動のほかに『群衆の心理』をはじめとした数々の評論を手がけており、『夢遊の人々』をはじめとする小説にも時代や社会などについての数々の考察を織り込んでいる。
長篇評論『ホフマンスタールとその時代』では、フーゴ・フォン・ホーフマンスタールの活躍した多民族都市ウィーンのもつコスモポリタン性や文化の多層性とともに、ハプスブルク君主国の末期における時代状況を、あらゆる価値や尺度が相対化される「価値の真空」と名づけて論じている。

### 作家論
- 入野田真右・青山寛共編 『価値崩壊と文学―ヘルマン・ブロッホ論集』（同学社、2003年）
- パウル・ミヒャエル・リュツェラー 『ヘルマン・ブロッホの生涯』（入野田真右訳、叢書・ウニベルシタス 法政大学出版局、2002年）

著者は以下の本ほか、様々な関係著書を刊行している。
- Geist und Zeitgeist : Essays zur Kultur der Moderne / Hermann Broch ; herausgegeben und mit einem Nachwort versehen von Paul Michael Lützeler

- エリアス・カネッティ『断想 - 1942～1948』（岩田行一訳、叢書・ウニベルシタス 法政大学出版局、1976年）

カネッティがヘルマン・ブロッホの生誕50年を記念して、1936年11月にウィーンで行なった講演記録を収録（「ヘルマン・ブロッホ頌」P249～P272）
- ハンナ・アーレント『暗い時代の人々』（阿部斉訳、河出書房新社／ちくま学芸文庫、2005年）- 「ブロッホ」回想・作家論の章を収録。

## 主な作品
- Die Schlafwandler （小説、1931-32）
『夢遊の人々』 菊盛英夫訳（中央公論社／ちくま文庫（上下）、2004）
- Die unbekannte Größe （小説、1934） 
『知られざる偉大さ』 入野田真右訳（モダンクラシックス：河出書房新社）
- Der Tod des Virgil （小説、1945） 
『ウェルギリウスの死』 川村二郎訳（集英社「世界文学全集 20世紀の文学7」、新版「世界の文学13」／改訂：あいんしゅりっと（上下）、2024）
- Die Schuldlosen （小説、1950）
『罪なき人々』 浅井真男訳（新潮社／改訂：モダンクラシックス：河出書房新社）
- Der Versucher （小説、1953）、未完 
『誘惑者』 古井由吉訳（筑摩書房「世界文学全集56 ブロッホ」、新版「筑摩世界文学大系64　ムージル、ブロッホ」／改訂：あいんしゅりっと（上下）、2024）

以下は評論
- J.Joyce und die Gegenwart （評論、1936） 
『ジェームズ・ジョイスと現代』、川村ほか訳

「ジェイムズ・ジョイス-現代作家論」（丸谷才一編、早川書房）に収録。
- Hofmannsthal und seine Zeit （評論）
『ホフマンスタールとその時代―二十世紀文学の運命』 菊盛英夫訳（筑摩叢書、1971年、新装復刊1983年）
- Massenwahntheorie （社会・文明評論）　    
『群衆の心理－その根源と新しい民主主義創出への模索』 入野田真右・小崎順・小岸昭訳（叢書・ウニベルシタス：法政大学出版局、1978年、再版1987年、2003年）

※以下は日本版オリジナルでの編訳書。基にした原書はアーレントによる編・解説
- 『熱狂と中庸』 森田弘訳（晶文選書：晶文社、1971年）
- 『崩壊時代の文学』 入野田真右訳（河出書房新社、1973年）
  - 改訳改題 『H・ブロッホの文学空間』（北宋社、1995年）　

※原書は <Dichten und Erkennen>、<Erkennen und Handeln>、<Politisch Schriften>等

## 書目
- Graham Bartram, Sarah McGaughey, and Galin Tihanov, ed. A Companion to the Works of Hermann Broch. Camden House: Rochester, NY, 2019. ISBN 9781571135414
- Michael Kessler and Paul Michael Lützeler, ed. Hermann-Broch-Handbuch. DeGruyter: Berlin and Boston, 2015. ISBN 978-3-11-029556-6
- Lützeler, Paul Michael (1985). Hermann Broch: Eine Biographie. Frankfurt am Main: Suhrkamp Verlag. ISBN 3-518-03572-X
- Lützeler, Paul Michael (2011). Hermann Broch und die Moderne: Roman, Menschenrecht, Biographie. München: Wilhelm Fink. ISBN 978-3-7705-5101-9